# Alstonia glaucescens
Alstonia glaucescens là một loài thực vật có hoa trong họ La bố ma. Loài này được (K.Schum.) Monach. mô tả khoa học đầu tiên năm 1949.